# Haha to kuraseba
Pour plus de détails, voir Fiche technique et Distribution.
Haha to kuraseba (母と暮せば) est une comédie dramatique japonaise réalisée par Yōji Yamada et sortie en 2015.

## Synopsis
Nobuko Fukuhara, sage-femme, a perdu son mari et son fils aîné pendant la Seconde Guerre mondiale et son fils cadet, Koji, à la suite du bombardement de Nagasaki. Après la guerre, elle vit seule et n'a que son travail pour s'occuper. Cependant, un jour, elle reçoit la visite d'une apparition de Koji. La mère et le fils commencent à passer beaucoup de temps ensemble, se remémorant et rattrapant le temps perdu. Bien que ces moments passés ensemble les rendent tous deux heureux, ils amènent Nobuko à réfléchir davantage sur ses pertes et sur la relation qu'elle entretient avec Machiko, la fiancée de Koji.

## Fiche technique
- Titre original japonais : Haha to kuraseba (母と暮せば?)[1],[2] (litt. « La famille, c'est dur »)
- Réalisateur : Yōji Yamada
- Scénario : Yōji Yamada, Emiko Hiramatsu (ja)
- Photographie : Masashi Chikamori
- Montage : Iwao Ishii (ja)
- Musique : Ryūichi Sakamoto
- Société de production : Shōchiku
- Pays de production :  Japon
- Langue originale : japonais
- Format : noir et blanc et couleurs - 2,35:1 - 35 mm
- Durée : 130 minutes
- Genre : comédie dramatique
- Dates de sortie :
  - Japon : 12 décembre 2015[2]

## Distribution
- Sayuri Yoshinaga : Nobuko Fukuhara
- Kazunari Ninomiya : Koji Fukuhara
- Haru Kuroki : Machiko Sata
- Ken'ichi Katō (ja) : oncle de Shanghai
- Tadanobu Asano : Kuroda
- Yuriko Hirooka (ja) : Tomie
- Miyu Honda : Tamiko
- Christopher McCombs : Charles Sweeney
- Nenji Kobayashi : officier démobilisé
- Kazunaga Tsuji (ja) : homme d'âge mûr
- Isao Hashizume : Professeur Kawakami